# Liste der Naturhäfen in Neuseeland
Die Liste der Naturhäfen in Neuseeland umfasst alle Küstengewässer, die von der neuseeländischen Behörde Land Information New Zealand (LINZ) als Harbour bezeichnet und registriert wurden.

## Nordinsel
Die Naturhäfen in dieser Tabelle sind von Nord nach Süd und innerhalb dieser Reihenfolge von West nach Ost gelistet. Nach Bedarf kann die Tabelle nach Spalten sortiert werden.
| Name Naturhafen        | Region                       | Küste     | Koordinaten           | Länge (km) | Breite (km) max. | Tiefe (m) max. | Küste (km) | Fläche (km2) | Bemerkung                                                                       |
| ---------------------- | ---------------------------- | --------- | --------------------- | ---------- | ---------------- | -------------- | ---------- | ------------ | ------------------------------------------------------------------------------- |
| Pārengarenga Harbour   | Northland                    | Ostküste  | 34° 31′ S, 172° 57′ O | 15,0       | 20,0             |                |            |              |                                                                                 |
| Houhora Harbour        | Northland                    | Ostküste  | 34° 48′ S, 173° 08′ O | 7,8        | 2,3              | 4              | 20         | 14,3         |                                                                                 |
| Rangaunu Harbour       | Northland                    | Ostküste  | 34° 57′ S, 173° 18′ O | 15,0       | 11,0             | 10             | 70         | 97           |                                                                                 |
| Mangōnui Harbour       | Northland                    | Ostküste  | 34° 59′ S, 173° 33′ O | 4,0        | 2,1              |                | 16,5       | 4,0          |                                                                                 |
| Whangaroa Harbour      | Northland                    | Ostküste  | 35° 03′ S, 173° 44′ O | 7,0        | 3,5              |                | 70         |              |                                                                                 |
| Whangamumu Harbour     | Northland                    | Ostküste  | 35° 11′ S, 174° 18′ O | 2,93       | 1,1              |                | 8,3        |              | War zwischen 1844 und 1942 Standort einer Walfangstation                        |
| Herekino Harbour       | Northland                    | Westküste | 35° 17′ S, 174° 11′ O | 4,5        | 0,74             |                | 14         |              |                                                                                 |
| Whangaruru Harbour     | Northland                    | Ostküste  | 35° 21′ S, 174° 21′ O | 8,2        | 2,3              |                | 32         |              |                                                                                 |
| Whangapē Harbour       | Northland                    | Westküste | 35° 21′ S, 173° 14′ O | 6,23       | 1,7              |                | 22         |              |                                                                                 |
| Hokianga Harbour       | Northland                    | Westküste | 35° 32′ S, 173° 22′ O | 32,0       | 3,5              |                | 110        | 110,7        |                                                                                 |
| Tutukaka Harbour       | Northland                    | Ostküste  | 35° 37′ S, 174° 32′ O | 1,87       | 0,68             | 12             | 4          | 1,5          |                                                                                 |
| Whangārei Harbour      | Northland                    | Ostküste  | 35° 48′ S, 174° 25′ O | 20,0       | 4,6              | 30             | 95         | 105          |                                                                                 |
| Mangawhai Harbour      | Northland                    | Ostküste  | 36° 07′ S, 174° 36′ O | 9,1        | 0,94             |                | 30         |              |                                                                                 |
| Kaipara Harbour        | Northland Auckland Council   | Westküste | 36° 23′ S, 174° 13′ O | 40         | 58               | 50             | 612        | 950          |                                                                                 |
| Whangateau Harbour     | Auckland Council             | Ostküste  | 36° 19′ S, 174° 46′ O | 6,3        | 1,9              |                | 27,6       |              |                                                                                 |
| Bon Accord Harbour     | Auckland Council             | Ostküste  | 36° 25′ S, 174° 50′ O | 3,45       | 1,35             |                | 12         |              | befindet sich auf Kawau Island                                                  |
| Mahurangi Harbour      | Auckland Council             | Ostküste  | 36° 28′ S, 174° 43′ O | 10,7       | 2,5              |                | 57         |              |                                                                                 |
| Waitematā Harbour      | Auckland Council             | Ostküste  | 36° 50′ S, 174° 42′ O | 16,0       | 9,0              |                |            | 182          |                                                                                 |
| Manukau Harbour        | Auckland Council             | Westküste | 37° 02′ S, 174° 43′ O | 38,0       | 22,0             | 50             | 195        | 365          |                                                                                 |
| Whangaparapara Harbour | Great Barrier Island         | Westküste | 36° 15′ S, 175° 24′ O | 2,5        | 1,07             |                | 7,6        |              |                                                                                 |
| Tryphena Harbour       | Great Barrier Island         | Westküste | 36° 16′ S, 175° 26′ O | 2,5        | 3,2              |                | 9,3        |              |                                                                                 |
| Whangapoua Harbour     | Waikato Coromandel Peninsula | Ostküste  | 36° 44′ S, 175° 38′ O | 5,4        | 3,8              |                | 28         |              |                                                                                 |
| Coromandel Harbour     | Waikato Coromandel Peninsula | Westküste | 36° 47′ S, 175° 29′ O | 6,5        | 6,5              |                | 30         |              |                                                                                 |
| Te Kouma Harbour       | Waikato Coromandel Peninsula | Westküste | 36° 50′ S, 175° 27′ O | 3,4        | 1,12             |                | 11,5       |              |                                                                                 |
| Manaia Harbour         | Waikato Coromandel Peninsula | Westküste | 36° 51′ S, 175° 27′ O | 4,5        | 1,26             |                | 14,5       |              |                                                                                 |
| Whitianga Harbour      | Waikato Coromandel Peninsula | Ostküste  | 36° 51′ S, 175° 42′ O | 7,2        | 1,44             |                | 30         |              |                                                                                 |
| Tairua Harbour         | Waikato Coromandel Peninsula | Ostküste  | 37° 01′ S, 175° 51′ O | 5,4        | 1,2              |                | 16         |              |                                                                                 |
| Wharekawa Harbour      | Waikato Coromandel Peninsula | Ostküste  | 37° 07′ S, 175° 53′ O | 4,0        | 0,68             |                | 11         |              |                                                                                 |
| Whangamatā Harbour     | Waikato Coromandel Peninsula | Ostküste  | 37° 11′ S, 175° 52′ O | 4,5        | 1,5              |                | 20         |              |                                                                                 |
| Tauranga Harbour       | Bay of Plenty                | Nordküste | 37° 36′ S, 176° 00′ O | 10         | 33               |                |            | 218          |                                                                                 |
| Ōhiwa Harbour          | Bay of Plenty                | Nordküste | 38° 00′ S, 177° 08′ O | 9,36       | 3,5              |                | 56         | 26,4         |                                                                                 |
| Whaingaroa Harbour     | Waikato                      | Westküste | 37° 47′ S, 174° 54′ O | 13,5       | 3,0              | 18             | 123        | 33           | auch als Raglan Harbour zu finden                                               |
| Aotea Harbour          | Waikato                      | Westküste | 38° 00′ S, 174° 51′ O | 11,5       | 5,8              |                | 58         | 31,9         |                                                                                 |
| Kawhia Harbour         | Waikato                      | Westküste | 38° 05′ S, 174° 49′ O | 12,5       | 11,0             |                | 157        | 67,7         |                                                                                 |
| Porirua Harbour        | Wellington                   | Westküste | 41° 06′ S, 174° 52′ O | 4,7        | 2,1              | 20             | 25,7       | 8,07         |                                                                                 |
| Wellington Harbour     | Wellington                   | Südküste  | 41° 16′ S, 174° 52′ O | 12,0       | 10,1             | 28             | 50         | 78           | Fährverbindung zum Picton Harbour                                               |
| Lambton Harbour        | Wellington                   | Südküste  | 41° 17′ S, 174° 47′ O | 1,2        | 1,2              | 17,4           | 5          | ~1,5         | ist Teil des Wellington Harbour und unterhält Fährverbindung zum Picton Harbour |

## Südinsel
Die Naturhäfen in dieser Tabelle sind von Nord nach Süd und innerhalb dieser Reihenfolge von West nach Ost gelistet. Nach Bedarf kann die Tabelle nach Spalten sortiert werden.
| Name Naturhafen         | Region         | Küste     | Koordinaten           | Länge (km) | Breite (km) max. | Tiefe (m) max. | Küste (km) | Fläche (km2) | Bemerkung                                                         |
| ----------------------- | -------------- | --------- | --------------------- | ---------- | ---------------- | -------------- | ---------- | ------------ | ----------------------------------------------------------------- |
| Greville Harbour        | Marlborough    | Nordküste | 40° 51′ S, 173° 48′ O | 8,8        | 2,4              |                | 34         |              | liegt an der Westseite von Rangitoto ki te Tonga/D’Urville Island |
| Croisilles Harbour      | Marlborough    | Nordküste | 41° 04′ S, 173° 40′ O | 12         | 7                |                | 57         |              |                                                                   |
| Nelson Haven            | Nelson City    | Nordküste | 41° 14′ S, 173° 18′ O | 7,8        | 2,1              | 4,4            | 18,2       | 10,4         |                                                                   |
| Picton Harbour          | Marlborough    | Nordküste | 41° 17′ S, 174° 01′ O | 2,4        | 0,7              |                | 6,2        |              | Fährverbindung zum Wellington- und Lambton Harbour                |
| Lyttelton Harbour       | Canterbury     | Ostküste  | 43° 37′ S, 172° 44′ O | 15         | 5,5              |                | 55         |              |                                                                   |
| Akaroa Harbour          | Canterbury     | Ostküste  | 43° 51′ S, 172° 56′ O | 16,5       | 4,6              |                | 52         | 42,7         |                                                                   |
| Facile Harbour          | Southland      | Westküste | 45° 42′ S, 166° 34′ O | 1,5        | 0,51             |                | 3,8        |              |                                                                   |
| Anchor Island Harbour   | Southland      | Westküste | 45° 45′ S, 166° 32′ O | 0,87       | 0,71             |                | 3,2        |              |                                                                   |
| Pickersgill Harbour     | Southland      | Westküste | 45° 48′ S, 166° 35′ O | 0,77       | 0,6              |                | 3          |              |                                                                   |
| Otago Harbour           | Otago          | Ostküste  | 45° 50′ S, 170° 37′ O | 22         | 5,2              | 12,2           | 65         |              |                                                                   |
| Gates Harbour           | Southland      | Südküste  | 46° 12′ S, 166° 40′ O | 0,84       | 0,46             |                | 2          |              |                                                                   |
| Prices Harbour          | Southland      | Südküste  | 46° 14′ S, 166° 57′ O | 0,46       | 0,6              |                | 1,4        |              |                                                                   |
| Knife and Steel Harbour | Southland      | Südküste  | 46° 14′ S, 167° 01′ O | 1,0        | 1,0              |                | 1,3        |              |                                                                   |
| Bluff Harbour           | Southland      | Südküste  | 46° 34′ S, 168° 20′ O | 7,6        | 5,4              | 17,3           | 27         |              |                                                                   |
| Toetoes Harbour         | Southland      | Südküste  | 46° 34′ S, 168° 47′ O | 4,0        | 1,53             |                | 12         |              |                                                                   |
| Waikawa Harbour         | Southland      | Südküste  | 46° 38′ S, 169° 09′ O | 5,4        | 2,6              |                | 21,5       |              |                                                                   |
| Easy Harbour            | Stewart Island | Westküste | 47° 09′ S, 167° 34′ O | 3,3        | 1,3              |                | 8          |              |                                                                   |
| False Easy Harbour      | Stewart Island | Westküste | 47° 09′ S, 167° 34′ O | 0,85       | 0,5              |                | 2,4        |              |                                                                   |

## Offshore Islands
Die Naturhäfen in dieser Tabelle sind von Nord nach Süd und innerhalb dieser Reihenfolge von West nach Ost gelistet. Nach Bedarf kann die Tabelle nach Spalten sortiert werden.
| Name Naturhafen      | Region          | Küste       | Koordinaten           | Länge (km) | Breite (km) max. | Tiefe (m) max. | Küste (km) | Fläche (km2) | Bemerkung                                                                          |
| -------------------- | --------------- | ----------- | --------------------- | ---------- | ---------------- | -------------- | ---------- | ------------ | ---------------------------------------------------------------------------------- |
| Kaingaroa Harbour    | Chatham Islands | Nordküste   | 43° 45′ S, 176° 16′ W | 0,76       | 1,22             |                | 2,44       |              | im Nordosten der Hauptinsel Chatham Island                                         |
| Perseverance Harbour | Campbell Island | Ostküste    | 52° 33′ S, 169° 12′ O | 9,1        | 1,5              |                | 23         |              | wurde nach dem Schiff Perseverance benannt, das 1828 vor Campbell Island unterging |
| Northeast Harbour    | Campbell Island | Ostküste    | 52° 31′ S, 169° 13′ O | 3,6        | 0,58             |                | 9,3        |              |                                                                                    |
| Southeast Harbour    | Campbell Island | Südostküste | 52° 36′ S, 169° 11′ O | 1,7        | 0,83             |                | 3,8        |              |                                                                                    |
| Monument Harbour     | Campbell Island | Südküste    | 52° 36′ S, 169° 09′ O | 1,5        | 1,24             |                | 4,4        |              |                                                                                    |